# Палаццо Одескальки-Симонетти
Палаццо Одескальки-Симонетти (итал. Palazzo Odescalchi Simonetti) — дворец (итал. рalazzo), расположенный в центре Рима в районе Прати на улице Виттории Колонны, между Виа Муцио Клементи и Виа Пьетро Каваллини. Большое четырёхэтажное здание выделяется необычным для Рима обликом в стиле ренессансных флорентийских палаццо с плотной рустовкой и сдвоенными «флорентийскими окнами».

## История
Дворец был спроектирован в 1870-х годах архитектором Франческо Фонтаной, который повторил архитектуру ренессансного Палаццо Строцци во Флоренции работы Бенедетто да Майано. Строительство, начатое в конце 1880 года, было прервано смертью Фонтаны и завершено лишь в начале XX века архитектором Раффаэлло Ойетти. Выбор стиля флорентийского кватроченто следует понимать как дань уважения Эмилии Ручеллаи, жене владельца дворца Бальдассаре Ладислао Одескальки.
После 1886 года дворец был частично перестроен в том же стиле неоренессанса римским архитектором Карло Бузири Вичи, стиль, который в целом он сохраняет до сих пор.

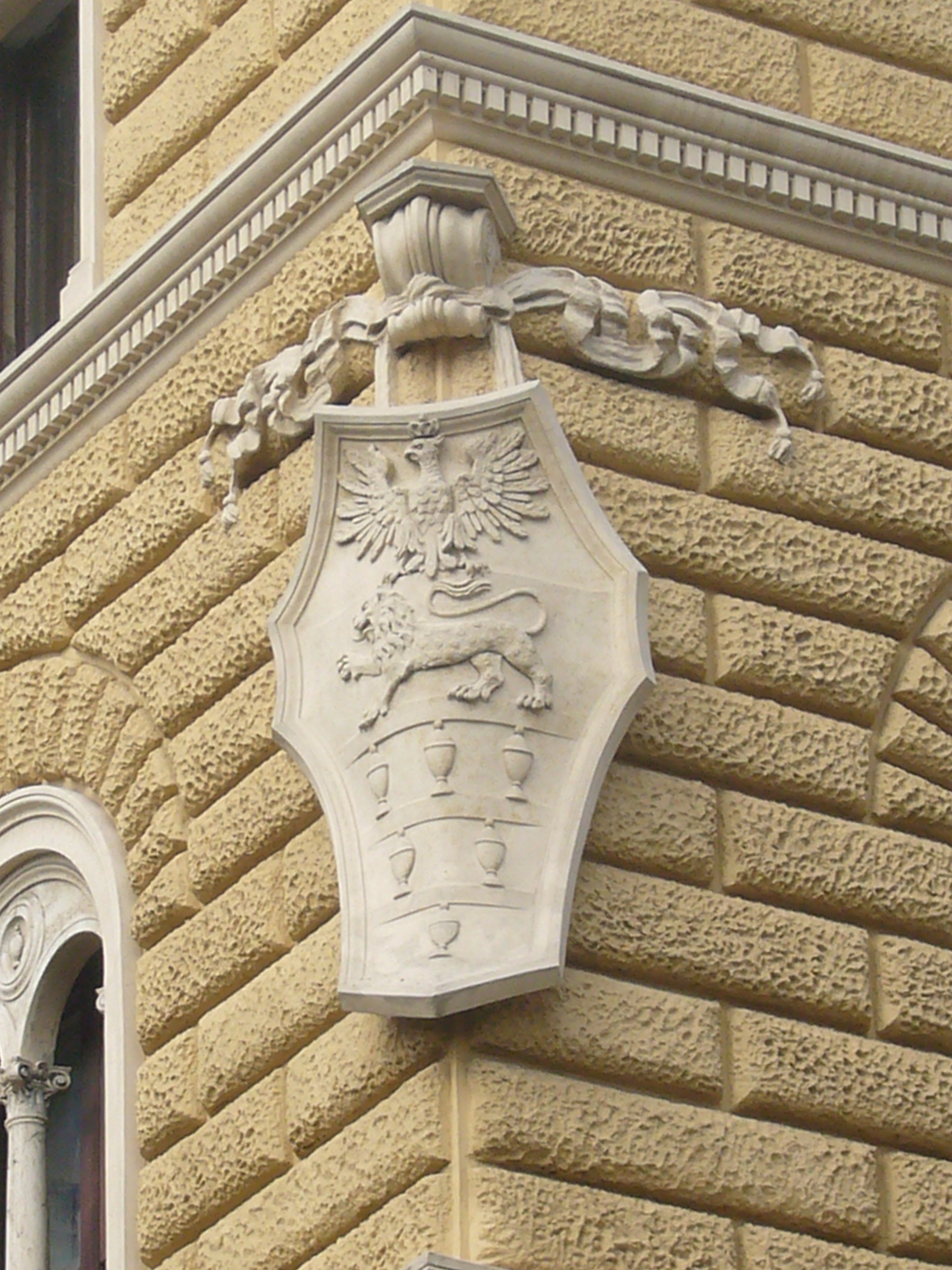
Герб рода Одескальки

Герб, расположенный в верхней угловой части палаццо, принадлежит принцу Ладислао Одескальки Бальдассаре Константино Игнасио Джованни Карло, обычно называемому Бальдассаре III, седьмому принцу Одескальки, герцогу Браччано и Сирмио (1844—1909). В 1867 году Бальдассаре был членом группы, которая представила королю Витторио Эмануэле II результаты плебисцита о превращении Рима в новую столицу Королевства Италии.
В 1904 году здание приобрёл живописец и антиквар Аттилио Симонетти, здесь располагались его студия и галерея, отсюда и название здания. На фасаде, между окнами на первом этаже, видны буквы, составляющие имя Симонетти. В этом дворце родилась вторая дочь знаменитого драматурга Луиджи Пиранделло.